# Mimudea epanthisma
Mimudea epanthisma là một loài bướm đêm trong họ Crambidae.